# 1119

## Esdeveniments
- Alfons I d'Aragó i Pamplona reconquereix Saragossa
- Comença el pontificat del Papa Calixte II
- Lluís VI es proclama rei de França

## Necrològiques
- 31 de gener, Lieja, Principat de Lieja: Otbert de Lieja, príncep-bisbe del principat de Lieja.
- Pietro Moriconi, arquebisbe de Pisa.